# Альфа-лактальбумин
Альфа-лактальбумин (англ. Lactalbumin, alpha- LALBA) — это важный белок сыворотки коровьего молока, а также молока других млекопитающих, кодируемый в геноме человека геном LALBA.
У приматов экспрессия гена альфа-лактальбумина повышается в ответ на гормон пролактин и приводит к повышению синтеза лактозы. α-лактальбумин входит в состав гетеродимера регуляторной субъединицы синтетазы лактозы, а β-1,4-галактозилтрансфераза (beta4Gal-T1) является каталитической субъединицей. Эти белки активируют синтетазу лактозы, которая переносит остаток галактозы к молекуле глюкозы, образуя при этом дисахарид лактозу. В мономерной форме альфа-лактальбумин прочно связывает ионы цинка и кальция, что обуславливает бактерицидную и противоопухолевую функцию данного белка. Одна из форм фолдинга альфа-лактальбумина, называемая HAMLET, вызывает апоптоз в опухолевых и недифференцированных клетках.
Молекулярная масса альфа-лактальбумина составляет 14,178 кДа, изоэлектрическая точка имеет значение от 4,2 до 4,5. Отличается от бета-лактоглобулина тем, что не имеет в структуре свободных тиоловых групп и может служить начальной точкой для ковалентной агрегации, поэтому чистый α-лактальбумин не образует гель в неденатурированном состоянии в некислой среде.

## Эволюция
Сравнение последовательности генов α-лактальбумина указывает на значительное сходство с лизоцимами, особенно с Ca2+-связывающим лизоцимом-c. Предположительно, ген альфа-лактальбумина образовался в результате дупликации гена лизоцима-с. Данный ген появился у общего предка млекопитающих и птиц примерно 300 миллионов лет назад.